# Mainvilliers (Eure-et-Loir)
Mainvilliers – miejscowość i gmina we Francji, w Regionie Centralnym, w departamencie Eure-et-Loir.
Według danych na rok 1990 gminę zamieszkiwało 9956 osób, a gęstość zaludnienia wynosiła 835 osób/km² (wśród 1842 gmin Regionu Centralnego Mainvilliers plasuje się na 31. miejscu pod względem liczby ludności, natomiast pod względem powierzchni na miejscu 1049.).